# Pomacentrus proteus
Pomacentrus proteus là một loài cá biển thuộc chi Pomacentrus trong họ Cá thia. Loài này được mô tả lần đầu tiên vào năm 1991.

## Từ nguyên
Từ định danh được đặt theo tên của Proteus, vị thần của biển cả trong thần thoại Hy Lạp có nhiều hóa thân, hàm ý đề cập đến sự thay đổi màu sắc từ cá con sang cá trưởng thành.

## Phân bố và môi trường sống
P. proteus ban đầu chỉ được biết đến tại Sri Lanka, sau đó được ghi nhận thêm tại biển Andaman (ngoài khơi Thái Lan) và đảo St. Martin (Bangladesh). P. proteus sinh sống tập trung gần những rạn san hô viền bờ, nền đáy nhiều đá vụn và cát ở độ sâu đến 10 m.

## Mô tả
Chiều dài lớn nhất được ghi nhận ở P. proteus là 10 cm. Cá con có đầu và thân trên có màu xanh lam, chuyển thành màu vàng ở thân dưới. Đầu có các vệt sọc và chấm màu xanh óng (có thể kéo dài ngược ra sau lưng). Phía sau vây lưng có một đốm đen lớn viền xanh. Cá trưởng thành toàn thân có màu nâu xám; đốm đen lớn và các vệt chấm xanh ở đầu vẫn còn xuất hiện.
Số gai ở vây lưng: 13; Số tia vây ở vây lưng: 13–14; Số gai ở vây hậu môn: 2; Số tia vây ở vây hậu môn: 14–15; Số gai ở vây bụng: 1; Số tia vây ở vây bụng: 5.

## Sinh thái học
Thức ăn của P. proteus là tảo và các loài động vật phù du. Cá đực có tập tính bảo vệ và chăm sóc trứng.